# 흑범고래
흑범고래 또는 범고래붙이(Pseudorca crassidens)는 고래류의 한 종이며 참돌고래과에서 가장 큰 편에 속한다. 이들은 전 세계의 온대및 열대해양에 산다. 이름에서 보이는 것과 같이 범고래와 여러 특징을 공유한다. 두 종은 어떻게 보면 비슷하게 생겼으며 다른 고래를 공격해 죽이기도 한다. 하지만 두 종 사이의 관계는 깊지 않다. 흑범고래는 과학자들이 많이 연구한 종은 아니며 여러 고립된 개체들을 연구해서 채취한 정보에 의존하고 있다. 흑범고래는 흑범고래속의 1속 1종이다.

## 같이 보기
- 고래류의 종 목록